# Sigulda
Sigulda är en stad i Lettland, cirka 50 km nordost om Riga. Staden hade 16 422 invånare år 2006.
Sigulda ligger vid floden Gauja, ett biflöde till Daugava. Området är uppbyggt av sandsten och är känt för sina grottor. Floden har eroderat sig ner i berggrunden och höjdskillnaderna i området är större än i det omgivande platta landskapet och växtligheten är mer varierad med bland annat mycket lövträd. 
Sigulda blev i slutet av 1800-talet en rekreationsort för välbärgade stadsbor från framförallt Riga, S:t Petersburg och Warszawa. 
Fem kilometer utanför Sigulda ligger Turaida-borgen. Borgen började byggas på 1200-talet och tillhörde biskopen av Riga. Den förstördes av en brand år 1776 och blev sedan inte återuppbyggd. En restaurering av ruinerna gjordes på sextiotalet. Borgen är Lettlands främsta turistmål utanför Riga[källa behövs].  
Sigulda är ett centrum för bob- och rodelåkning.